# اليزيديون في جورجيا

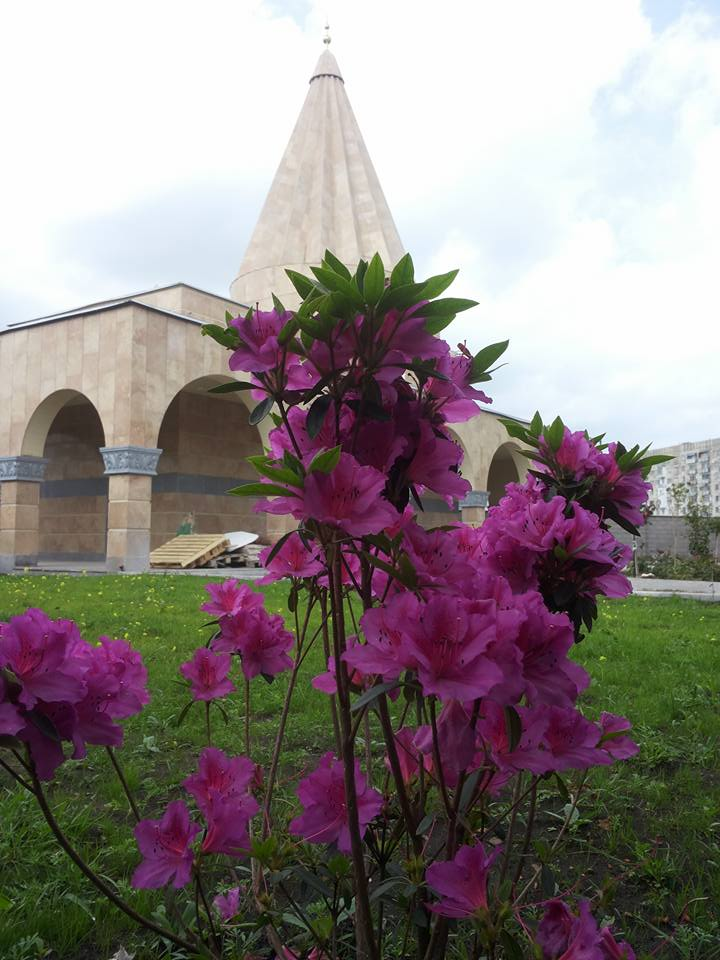
معبد اليزيديين الاكراد في جورجيا.

اليزيديون في جورجيا هم الأشخاص الذين ولدوا في دولة جورجيا أو يقيمون فيها من أصل إيزيدي بشكل كامل أو جزئي، وهي جماعة إثنية دينية.

## تاريخ
تراجع عدد السكان الأيزيديين في جورجيا منذ عقد 1990، ويرجع ذلك في الغالب إلى الهجرة الاقتصادية إلى روسيا وأوروبا الغربية وأمريكا الشمالية المجاورة. وفقاً لإحصاء أجري عام 1989، كان هناك أكثر من 30,000 من اليزيديين في جورجيا. وفقاً لتعداد عام 2002، بقي فقط حوالي 18,000 من اليزيديين في جورجيا. ووفقاً لآخر تعداد سكاني أجري عام 2014 وصلت أعداد اليزيديين إلى حوالي 12,000 حسب الإثنية، وحوالي 8,500 حسب الدين، ويتضمن الأرقام اللاجئون الذين قدموا إلى البلاد حديثًا من سنجار في العراق، وفروا إلى جورجيا بعد اضطهادهم من قبل داعش.
في 16 يونيو من عام 2015، احتفل اليزيديين بافتتاح معبد ومركز ثقافي سمي على اسم السلطان ايزيد في فارتشيلي، وهي ضاحية من ضواحي تبليسي. هذا هو المعبد الثالث في العالم إلى جانب المعبد في كردستان العراق وأرمينيا.